# الشمس البيضاء (فلم)
الشمس البيضاء أو سيتو سوريا هو فيلم درامي حربي سيرة عرض في عام 2016 ومن إخراج ديباك رونيار. كتبه ديباك رونيار وديفيد باركر وأنتجه جوسلين بارنز وداني غلوفر وتسيرينغ ريتار شيربا وديباك رونيار عن طريق شركات عدي للإنتاج ولوفيرتيور للأفلام ومؤسسة برثا ومعهد الدوحة للأفلام ومطبخ فيلم وصندوق هوبيرت بالس وميلا للإنتاج والصندوق الهولندي لأعمال الأفلام وورلي. الفيلم كان من بطولة داياهانغ راي ورابيندرا سينغ بانيا في الأدوار الرئيسية جنبا إلى جنب مع آشا ماغراتي وسومي مالا وعمريت باريار وديباك تشيتري وديشباكتا خانال. يستند الفيلم على الحرب الأهلية النيبالية بين الملكيين والماويين.
عرض لأول مرة في قسم آفاق في الطبعة 73 من مهرجان البندقية السينمائي. تم عرضه لاحقا في مهرجان تورونتو السينمائي الدولي لعام 2016. تم اختياره كتمثيل النيبال لجائزة الأوسكار لأفضل فيلم بلغة أجنبية التسعون ولكنه لم يرشح.

## القصة
عندما يموت والده يجب على شاندرا المناهض للنظام أن يسافر إلى قريته الجبلية النائية بعد ما يقرب من عقد من الزمان. بوجا الصغيرة تنتظر بفارغ الصبر الرجل الذي تعتقد أنه والدها لكنها تحتار عندما يصل شاندرا مع بدري الفتى اليتيم الذي يشاع بأنه ابنه. يجب أن يواجه شاندرا شقيقه سوراج الذي كان على الجانب الآخر خلال الحرب الأهلية النيبالية. لا يمكن للشقيقين أن يضعا جانبا المشاعر السياسية بينما يحملان جثمان والدهما على الطريق الجبلي الحاد إلى النهر من أجل إحراق الجثة. سوراج الغاضب يترك شاندرا بدون أي رجال آخرين أقوياء للمساعدة. تحت ضغط من شيوخ القرية يجب على شاندرا أن يلتمس المساعدة من خارج القرية للالتزام بالطائفة الجامدة والتقاليد التمييزية بين الجنسين التي قاتلها للقضاء عليها خلال الحرب. يبحث شاندرا عن حل في القرى المجاورة وبين الشرطة والضيوف في حفل زفاف محلي والمتمردين.

## البطولة
- داياهانغ راي في دور أغني / شاندرا
- آشا ماغراتي في دور دورغا
- رابيندرا سينغ بانيا في دور سوراج
- سومي مالا في دور بوجا
- عمريت باريار في دور بادري
- ديباك تشيتري في دور الكاهن
- ديشبهاكتا خنال في دور العم

## الجوائز
| الجوائز                              | الفئة                                              | الحاصلون | النتيجة |
| ------------------------------------ | -------------------------------------------------- | --- | ------- |
| مهرجان فريبورغ السينمائي الدولي      | جائزة الجمهور                                      | ديباك رونيار (المخرج) | فوز     |
| مهرجان فريبورغ السينمائي الدولي      | جائزة دون كيشوت                                    | ديباك رونيار (المخرج) | فوز     |
| مهرجان فريبورغ السينمائي الدولي      | جائزة لجنة التحكيم المسكوني                        | ديباك رونيار (المخرج) | فوز     |
| مهرجان فريبورغ السينمائي الدولي      | تنويه خاص                                          | ديباك رونيار (المخرج) | فوز     |
| مهرجان فريبورغ السينمائي الدولي      | الجائزة الكبرى                                     | ديباك رونيار (المخرج) | رُشِّح     |
| مهرجان الحصان الذهبي السينمائي       | Best Asian Film                                    | ديباك رونيار (المخرج) | رُشِّح     |
| مهرجان بالم سبرينغز السينمائي الدولي | جائزة التحكيم الكبرى للأصوات الجديدة/الرؤى الجديدة | ديباك رونيار (المخرج) | فوز     |
| مهرجان روتردام السينمائي الدولي      | جائزة ك. ن. ف.                                     | ديباك رونيار (المخرج) | رُشِّح     |
| مهرجان سنغافورة السينمائي الدولي     | أفضل فيلم                                          | ديباك رونيار (المخرج) | فوز     |
| مهرجان البندقية السينمائي            | جائزة إنتيرفيلم                                    | ديباك رونيار (المخرج) عدي للإنتاج (شركة الإنتاج) لوفيرتيور للأفلام (شركة الإنتاج) ووترلاند للأفلام (الإنتاج المشترك) مصنع المباراة (الموزع) | فوز     |
| مهرجان البندقية السينمائي            | أفضل فيلم                                          | ديباك رونيار (المخرج) | رُشِّح     |